# Associazione Sportiva Fidelis Andria 1997-1998
Questa pagina raccoglie le informazioni riguardanti l'Associazione Sportiva Fidelis Andria nelle competizioni ufficiali della stagione 1997-1998.

## Stagione
Nella stagione 1997-1998 la Fidelis Andria disputa il campionato di Serie B, raccoglie 48 punti ottenendo il dodicesimo posto in classifica. Ritornata subito in Serie B, vincendo nella scorsa stagione il girone meridionale della Serie C1, la squadra biancoazzurra pugliese, allenata dal confermato tecnico Giuseppe Papadopulo coglie l'obiettivo di questa stagione, il mantenimento della categoria cadetta. Si attesta, con regolarità ma sempre con qualche punto al di sopra, dalla zona retrocessione, aiutata in questo dalla vena realizzatrice del suo centrocampista Oberdan Biagioni che realizza 18 reti, 9 delle quali su calcio di rigore. Nella Coppa Italia la Fidelis Andria supera nel primo turno il Padova, mentre nel secondo turno cede il passo alla Lazio.

## Rosa
| N. |                    | Ruolo | Calciatore          |
| -- | ------------------ | ----- | ------------------- |
| 1  | Italia (bandiera)  | P     | Nicola Dibitonto    |
| 2  | Italia (bandiera)  | D     | Gianluca Franchini  |
| 3  | Italia (bandiera)  | D     | Fabio Di Sauro      |
| 4  | Italia (bandiera)  | C     | Renato Olive        |
| 5  | Italia (bandiera)  | D     | Andrea Citterio     |
| 6  | Italia (bandiera)  | D     | Pietro Mariani      |
| 7  | Italia (bandiera)  | C     | Alessandro Sturba   |
| 8  | Italia (bandiera)  | C     | Roberto Cappellacci |
| 9  | Italia (bandiera)  | A     | Mario Lemme         |
| 10 | Italia (bandiera)  | C     | Oberdan Biagioni    |
| 11 | Italia (bandiera)  | D     | Giammarco Frezza    |
| 12 | Italia (bandiera)  | P     | Giorgio Frezzolini  |
| 13 | Italia (bandiera)  | D     | Tonio Sarcinella    |
| 14 | Italia (bandiera)  | D     | Valeriano Recchi    |
| 15 | Italia (bandiera)  | D     | Alberto Nardi       |
| 16 | Italia (bandiera)  | C     | Alessandro Marzio   |
| 17 | Croazia (bandiera) | A     | Predrag Gajic       |

| N. |                      | Ruolo | Calciatore          |
| -- | -------------------- | ----- | ------------------- |
| 18 | Italia (bandiera)    | C     | Alessandro Doga     |
| 19 | Italia (bandiera)    | A     | Vincenzo Palumbo    |
| 20 | Italia (bandiera)    | A     | Massimo Manca       |
| 21 | Italia (bandiera)    | A     | Vincenzo Santoruvo  |
| 22 | Italia (bandiera)    | P     | Luca Siringo        |
| 23 | Italia (bandiera)    | C     | Vincenzo Silvestri  |
| 24 | Italia (bandiera)    | D     | Antonio Landi       |
| 25 | Italia (bandiera)    | C     | Alessandro Scarponi |
| 26 | Italia (bandiera)    | P     | Cristiano Lupatelli |
| 27 | Italia (bandiera)    | D     | Paolo Martelli      |
| 28 | Italia (bandiera)    | P     | Armando Pantanelli  |
| 29 | Italia (bandiera)    | C     | Francesco Tudisco   |
| 30 | Italia (bandiera)    | C     | Vito Lasalandra     |
| 31 | Argentina (bandiera) | A     | Cristian Jeandet    |
| 32 | Italia (bandiera)    | D     | Carlo Sassarini     |
| 33 | Italia (bandiera)    | D     | Francesco Di Bari   |
| 34 | Italia (bandiera)    | A     | Enrico Porro        |

## Risultati

### Campionato

#### Girone di andata
| Arbitro: | Serena (Bassano del Grappa) |

|                                                           |           |           |
| Materazzi 7’ Guidoni 21’ Versavel 34’ (rig.) Lombardo 75’ | Marcatori | 9’ Recchi |

| Arbitro: | Sirotti (Forlì) |

|            |           |  |
| Sturba 44’ | Marcatori |  |

| Arbitro: | Preschern (Mestre) |

|                                 |           |  |
| Olive 5’ Lemme 14’ Biagioni 24’ | Marcatori |  |

| Arbitro: | Rosetti (Torino) |

|                                       |           |                                    |
| Baglieri 3’ Teodorani 38’ Alberti 70’ | Marcatori | 30’, 95’ Olive 45’ (rig.) Biagioni |

| Arbitro: | Pin (Conegliano) |

|                                    |           |  |
| Manca 46’ Biagioni 55’ Palumbo 62’ | Marcatori |  |

| Arbitro: | Sputore (Vasto) |

|                |           |                     |
| Clementini 54’ | Marcatori | 50’ (rig.) Biagioni |

| Arbitro: | Bonfrisco (Monza) |

|                     |           |                |
| Biagioni 52’ (rig.) | Marcatori | 87’ Martinetti |

| Arbitro: | Strazzera (Trapani) |

|                             |           |             |
| Chianese 18’ Di Michele 90’ | Marcatori | 30’ Palumbo |

| Arbitro: | Borriello (Mantova) |

|  |           |                          |
|  | Marcatori | 31’ Ferrante 81’ Lentini |

| Arbitro: | Nucini (Bergamo) |

|                                   |           |                     |
| Pisano 2’ (rig.) F. Giampaolo 94’ | Marcatori | 22’ (rig.) Biagioni |

| Arbitro: | Cardella (Torre del Greco) |

|                                            |           |  |
| Carruezzo 29’ De Patre 72’ Dario Silva 93’ | Marcatori |  |

| Arbitro: | Rodomonti (Teramo) |

|             |           |  |
| Palumbo 51’ | Marcatori |  |

| Arbitro: | Serena (Bassano del Grappa) |

|                             |           |                                      |
| Sesia 45’ (rig.) Diliso 61’ | Marcatori | 38’, 47’ Palumbo 73’ (rig.) Biagioni |

| Andria 14 dicembre 1997 14ª giornata | Fidelis Andria       | 0 – 0 | Treviso | Stadio degli Ulivi\| Arbitro: \| Calabrese (Avezzano) \| |
| Arbitro:                             | Calabrese (Avezzano) |       |         |                                                          |

| Padova 21 dicembre 1997 15ª giornata | Padova             | 0 – 0 | Fidelis Andria | Stadio Euganeo\| Arbitro: \| De Santis (Tivoli) \| |
| Arbitro:                             | De Santis (Tivoli) |       |                |                                                    |

| Andria 4 gennaio 1998 16ª giornata | Fidelis Andria | 0 – 0 | Ravenna | Stadio degli Ulivi\| Arbitro: \| Lana (Torino) \| |
| Arbitro:                           | Lana (Torino)  |       |         |                                                   |

| Arbitro: | Strazzera (Trapani) |

|            |           |  |
| Caruso 50’ | Marcatori |  |

| Arbitro: | Messina (Bergamo) |

|            |           |                |
| Sturba 54’ | Marcatori | 47’ M. Cossato |

| Arbitro: | Sirotti (Forlì) |

|           |           |           |
| Greco 60’ | Marcatori | 43’ Olive |

#### Girone di ritorno
| Arbitro: | De Santis (Tivoli) |

|                     |           |               |
| Biagioni 57’ (rig.) | Marcatori | 10’ Materazzi |

| Arbitro: | Bonfrisco (Monza) |

|             |           |           |
| Cerbone 91’ | Marcatori | 3’ Sturba |

| Arbitro: | Cardella (Torre del Greco) |

|  |           |                |
|  | Marcatori | 4’, 14’ Frezza |

| Arbitro: | Lana (Torino) |

|              |           |  |
| Biagioni 20’ | Marcatori |  |

| Arbitro: | Dagnello (Trieste) |

|               |           |  |
| Innocenti 52’ | Marcatori |  |

| Arbitro: | Rosetti (Torino) |

|                     |           |                                          |
| Biagioni 31’ (rig.) | Marcatori | 15’ Campolonghi 35’ (rig.), 68’ Masolini |

| Arbitro: | Nucini (Bergamo) |

|                                      |           |  |
| Tentoni 61’ (rig.) Flachi 89’ (rig.) | Marcatori |  |

| Arbitro: | Ceccarini (Livorno) |

|                           |           |  |
| Lasalandra 21’ Sturba 49’ | Marcatori |  |

| Arbitro: | Sirotti (Forlì) |

|                                 |           |                |
| Ferrante 26’ Tudisco 57’ (aut.) | Marcatori | 23’ Lasalandra |

| Arbitro: | Bettin (Padova) |

|                        |           |  |
| Biagioni 10’ Lemme 69’ | Marcatori |  |

| Arbitro: | Dagnello (Trieste) |

|                     |           |                 |
| Biagioni 67’ (rig.) | Marcatori | 16’ Dario Silva |

| Arbitro: | Calabrese (Avezzano) |

|                         |           |               |
| De Vitis 32’ Corini 58’ | Marcatori | 39’ Sassarini |

| Arbitro: | Sputore (Vasto) |

|  |           |                                |
|  | Marcatori | 45’ (+4) Campo 93’ Pinciarelli |

| Arbitro: | Bonfrisco (Monza) |

|              |           |                 |
| Bonavina 35’ | Marcatori | 36’ Cappellacci |

| Arbitro: | Treossi (Forlì) |

|                           |           |  |
| Biagioni 30’ Martelli 40’ | Marcatori |  |

| Arbitro: | Ceccarini (Livorno) |

|  |           |           |
|  | Marcatori | 60’ Manca |

| Arbitro: | Calabrese (Avezzano) |

|                        |           |               |
| Della Morte 80’ (aut.) | Marcatori | 39’ Banchelli |

| Arbitro: | Sputore (Vasto) |

|                       |           |              |
| M. Cossato 28’ (rig.) | Marcatori | 43’ Biagioni |

| Arbitro: | Pin (Conegliano) |

|                        |           |                    |
| Manca 57’ Biagioni 78’ | Marcatori | 67’, 85’ Artistico |

### Coppa Italia
| Arbitro: | Cardella (Torre del Greco) |

|                   |           |           |
| Biagioni 45’, 65’ | Marcatori | 2’ Nicoli |

| Arbitro: | Borriello (Mantova) |

|                             |           |                                  |
| Cornacchini 29’ Saurini 73’ | Marcatori | 42’ Olive 51’ Frezza 75’ Palumbo |

| Arbitro: | Cesari (Genova) |

|  |           |                                           |
|  | Marcatori | 21’ (aut.) Recchi 48’, 78’ (rig.) Signori |

| Arbitro: | Dagnello (Trieste) |

|                             |           |                              |
| Signori 19’, 73’ Boksic 24’ | Marcatori | 34’ Biagioni 66’ Cappellacci |